# Ocnogyna mutata
Ocnogyna mutata là một loài bướm đêm thuộc phân họ Arctiinae, họ Erebidae.